# Confrontos entre Guarani e São Paulo no futebol
Guarani versus São Paulo é um clássico disputado entre o Guarani de Campinas e o São Paulo.
Dentre as partidas mais memoráveis, se encontram as finais do Campeonato Brasileiro de 1986, vencido pelo time da capital paulista, após um empate heroico na prorrogação, seguido de uma disputa de cobranças de penalidades máximas emocionante.

## História

### Década de 2010: poucos jogos
Apesar do passado de glórias e feitos, o Guarani continuou amargando o seu descenso, que somente se acentuou na década de 2010. O clube, inclusive, iniciou esse período na segunda divisão estadual, na qual obteve o vice-campeonato e a qualificação para a elite. Portanto, o ano de 2012 marcou o primeiro confronto entre as equipes na década. O jogo foi válido pelo estadual e realizado em 2 de fevereiro, no estádio do Morumbi. Na ocasião, o visitante abriu o placar logo no minuto inicial, com um gol de Fumagalli. O São Paulo não fez um bom jogo, mas conseguiu o empate com Willian José. No ano seguinte, o jogo foi disputado no Brinco de Ouro da Princesa, em Campinas, onde o São Paulo, com um time alternativo, venceu o adversário. Contudo, a campanha ruim do Guarani fez com que o clube fosse novamente rebaixado para a segunda divisão estadual, escalão pelo qual permaneceu por seis anos, sendo que nesse período não houve jogos entre as equipes.
O dia 31 de janeiro de 2019 marcou um feito importante, com a vitória mínima do Guarani no estádio do Pacaembu. A equipe de Campinas não vencia o adversário há 22 anos, mais especificamente desde 18 de maio de 1997. O último confronto ocorreu pelo Campeonato Paulista de 2020, o jogo foi disputado na Vila Belmiro, em Santos, pois a cidade de Campinas não poderia receber o evento devido às restrições sanitárias em vigor por causa da pandemia de COVID-19. Na oportunidade, o Guarani tinha cinco pontos de vantagem sobre o Corinthians, sendo que somente seis pontos estavam em disputa. O clube, contudo, foi derrotado nas duas últimas rodadas, inclusive para o São Paulo, e acabou perdendo a classificação.
| Data                   | Torneio  | Estádio        | Casa      | Placar | Visitante | Gols (casa)       | Gols (visitante)                        | Ref.   |
| ---------------------- | -------- | -------------- | --------- | ------ | --------- | ----------------- | --------------------------------------- | ------ |
| 2 de fevereiro de 2012 | Paulista | Morumbi        | São Paulo | 1–1    | Guarani   | Willian José 38'  | Fumagalli 1'                            | [ 14 ] |
| 9 de fevereiro de 2013 | Paulista | Brinco de Ouro | Guarani   | 1–2    | São Paulo | Thiago Gentil 46' | Aloísio 33' e Rogério Ceni 50'          | [ 15 ] |
| 31 de janeiro de 2019  | Paulista | Pacaembu       | São Paulo | 0–1    | Guarani   | —                 | William Matheus 1'                      | [ 16 ] |
| 26 de julho de 2020    | Paulista | Vila Belmiro   | Guarani   | 1–3    | São Paulo | Rafael Costa 44'  | Éverton 11', Helinho 47' e Paulinho 67' | [ 17 ] |

### Década de 2020: presente
Os clubes voltaram a se encontrar pelo terceiro ano consecutivo, desta vez em 14 de abril de 2021. Na oportunidade, o São Paulo havia disputado outros dois jogos nos quatro dias anteriores e ainda tinha uma sequência marcada num curto período, incluindo o clássico contra o Palmeiras e a estreia na Copa Libertadores. Por causa disso, o clube enfrentou o Guarani com um time reserva, integrado por muitos jogadores da categoria de base. O visitante começou com mais ímpeto ofensivo e não tardou para abrir o placar; contudo, o São Paulo equilibrou a partida. O gol de Vitor Bueno garantiu o triunfo da equipe da capital.
| Data                | Torneio  | Estádio | Casa      | Placar | Visitante | Gols (casa)                                     | Gols (visitante)            | Ref.   |
| ------------------- | -------- | ------- | --------- | ------ | --------- | ----------------------------------------------- | --------------------------- | ------ |
| 14 de abril de 2021 | Paulista | Morumbi | São Paulo | 3–2    | Guarani   | Welington 44', Igor Gomes 49' e Vitor Bueno 84' | Airton 9' e Bruno Sávio 70' | [ 21 ] |